# Canton de Laval-Nord-Est
Le canton de Laval-Nord-Est est une ancienne division administrative française située dans le département de la Mayenne et la région Pays de la Loire.

## Représentation

### Conseillers généraux du canton de Laval-Nord-Est (1973 à 2015)
Le canton a été créé en 1973 (décret du 13 juillet 1973) à partir de l'ancien canton de Laval-Est.
| Période | Période          | Identité          | Étiquette | Qualité |
| ------- | ---------------- | ----------------- | --------- | --- |
| 1973    | 1979             | Francis Roussel   | PS        | Retraité EDF, adjoint au maire de Laval                                                                                          |
| 1979    | 1988 (démission) | François d'Aubert | UDF       | Auditeur à la Cour des comptes, député (1978-2007 ), maire de Laval (1995-2004 et 2005-2008), élu en 1994 dans le canton de Bais |
| 1988    | 2001             | Roland Houdiard   | UDF       | Métreur-géomètre, maire de Laval (2004-2005)                                                                                     |
| 2001    | 2004             | Olivier Richefou  | UDF       | Avocat, adjoint au maire de Changé                                                                                               |
| 2004    | 2011             | Nicole Peu        | PS        | Enseignante, adjointe au maire de Laval (2008-2014)                                                                              |
| 2011    | 2015             | Olivier Richefou  | AC-UDI    | Maire de Changé 2008-2014, président du conseil général à partir de juin 2014, élu en 2015 dans le canton de Saint-Berthevin     |

Le canton participe à l'élection du député de la première circonscription de la Mayenne.

## Composition
Le canton de Laval-Nord-Est comptait 16 334 habitants en 2012 (population municipale) et se composait d’une fraction de la commune de Laval et de trois autres communes :
- Changé ;
- Laval (fraction) ;
- Saint-Germain-le-Fouilloux ;
- Saint-Jean-sur-Mayenne.

La portion de Laval incluse dans ce canton était délimitée par la limite territoriale de la commune « de Changé, l'axe de la rivière la Mayenne de la limite de la commune de Changé jusqu'au pont Aristide-Briand » et par l'axe des voies « rue de la Paix, place Jean-Moulin, rue de Paris, avenue de Mayenne ».
À la suite du redécoupage des cantons pour 2015, toutes les communes à l'exception de Laval sont rattachées au canton de Saint-Berthevin. La portion de Laval de ce canton est partagée entre les cantons de Laval-2 et Laval-3.

### Anciennes communes
Les anciennes communes suivantes étaient incluses, entièrement ou en partie, dans le canton de Laval-Nord-Est :
- Changé-Oriental, absorbée entre 1806 et 1820 par Changé.
- Grenoux (en partie), partagée en 1863 entre Changé et Laval.

## Démographie
| 1975 | 1982 | 1990   | 1999   | 2006   | 2011   | 2012   |
| ---- | ---- | ------ | ------ | ------ | ------ | ------ |
| -    | -    | 13 329 | 14 687 | 15 448 | 16 318 | 16 334 |